# Carbonara di Po
Carbonara di Po es una localidad situada en la provincia de Mantua, en Lombardía.
Fue un municipio independiente hasta que el 1º de enero de 2019, como consecuencia del referéndum popular consultivo realizado el 11 de febrero de 2018, se fusionó con el municipio de Borgofranco sul Po para dar vida al nuevo municipio de Borgocarbonara, del cual es sede municipal.

## Evolución demográfica
| Gráfica de evolución demográfica de Carbonara di Po entre 1861 y 2001 |
|                                                                       |
| Fuente: ISTAT - Elaboración gráfica de Wikipedia                      |